# Wanderkino

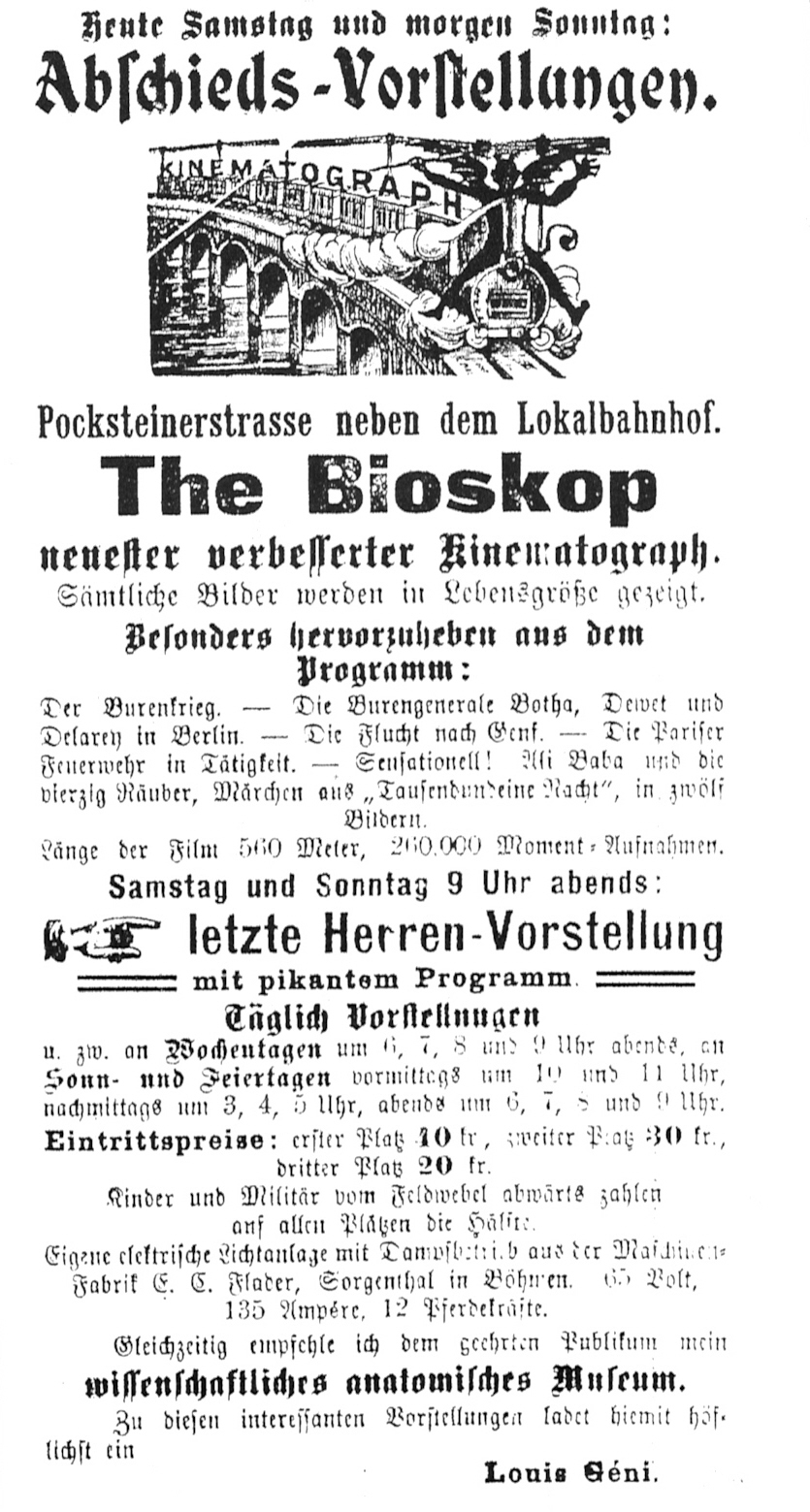
Zeitungsinserat für die Abschiedsvorstellung des Wanderkinos von Louis Géni in Waidhofen an der Ybbs, NÖ, mit Apparat „The Bioskop“, verbesserter Kinematograph, 1903

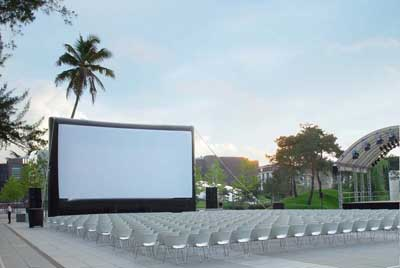
Modernes Wanderkino mit aufblasbarer Leinwand, 2008

Ein Wanderkino ist ein Kinobetrieb, der Filme an wechselnden Orten aufführt. Der Begriff kann sowohl für die Einrichtung selbst als auch für die dahinter stehende Organisation verwendet werden. Umgangssprachlich wird auch eine Radarfalle als Wanderkino bezeichnet.

## Geschichte
Die ersten öffentlichen Filmvorführungen auf Volksfesten und Jahrmärkten waren Wanderkinos. Sie waren bereits ab 1896 in vielen Städten zu sehen, bevor 1906–1908 überall in den Städten ortsfeste Kinos entstanden. Diese waren aber nur in Orten mit größerer Einwohnerzahl wirtschaftlich zu betreiben. Ein Wanderkinobetrieb funktionierte ähnlich einem Zirkus – manche gingen tatsächlich aus Zirkusbetrieben hervor. Ein Wanderkino blieb für einige Tage – je nach Publikumsandrang – an einem Ort, um die mitgebrachten, vor Ort zumeist noch unbekannten Filme vorzuführen. Als Vorführraum dienten entweder ein eigenes Zelt oder bereits vorhandene Einrichtungen wie Volksfesthallen, Hotelsäle oder ähnliches. Die größten Wanderkinozelte fassten über 1000 Besucher.
Gegen Ende der 1910er-Jahre (nach Einführung des Verleihsystems für Filme) wurden Wanderkinos in den Städten relativ abrupt von festen Kinos abgelöst – viele Wanderkinos wurden auch selbst sesshaft. Ab etwa 1914, mit Beginn des Ersten Weltkrieges, spielten Wanderkinos in den Städten kaum noch eine Rolle bei der Verbreitung von Filmen. Ihre Bedeutung von Wanderkinos endete mit dem Einsetzen der Motorisierung und der damit verbundenen Mobilität der Kinobesucher. Zur Versorgung ländlicher Gebiete bestanden sie allerdings weiter bis in die 1960er-Jahre.
In den letzten Jahren sind indessen wieder vermehrt Unternehmen und Initiativen entstanden, die als „Wanderkino“ oder „mobiles Kino“ Open-Air-Filmvorführungen veranstalten und dabei immer auch an die Anfangszeit des Kinos erinnern, manchmal sogar in Form von Stummfilmvorführungen mit Livemusikbegleitung. Oft in der Trägerschaft von Filmclubs oder gemeinnützigen kulturellen Vereinigungen wie dem Filmclub Ratzeburg oder dem Multikulturellen Centrum Templin, sind die meisten dieser Unternehmungen in strukturschwachen, ländlichen Gegenden beheimatet. Aber auch in Großstädten, wo manche Bezirke stark vom Kinosterben der letzten Jahrzehnte getroffen wurden, wird das alte Wanderkinoprinzip neu belebt. Beispiele hierfür sind die Berliner Initiativen Kino für Moabit und Stadtlichter, die, wie auch das Hamburger Projekt Flexibles Flimmern sowie der seit drei Jahrzehnten in der Metropolregion Nürnberg aktive Verein Mobiles Kino e. V., die Mobilität zudem für die Entwicklung neuer Ideen wie die Präsentation der Filme an besonderen und thematisch passenden Orten nutzen.

### Deutschland
Im nationalsozialistischen Deutschland wurden mobile Filmvorführungen als Propagandainstrument für die mit den herkömmlichen Propagandamitteln (Kundgebungen, Zeitungen, Radio) schwer erreichbare Provinz entdeckt. Unter Leitung der NSDAP waren landesweit 22.357 Ortsfilmstellen dafür verantwortlich, mit Hilfe der mit modernster Technik ausgestatteten „Tonbildwagen“ die Landbevölkerung mit der charakteristischen Mischung aus Propaganda- und Unterhaltungsfilmen zu versorgen. Die Vorführungen fanden meist in Sälen von Gasthäusern oder in Gemeinderäumen statt. Nach 1945 setzten manche Filmvorführer mit Genehmigung der alliierten Militärregierungen ihre Arbeit als Einzelunternehmer fort, zum Teil mit den alten Filmwagen, nur wurde das dort aufgebrachte Hakenkreuz dann durch einen amerikanischen Stern ersetzt.
Der Landfilm war eine Einrichtung in der DDR, die vor allem in den 1950er-Jahren in ländlichen Regionen, in denen keine Kinos vorhanden waren, öffentliche Filmvorführungen mittels mobiler Kinotechnik anbot.

### Österreich
Ein Werbezettel belegt eine erste Vorführung „bewegter Bilder“ mit einem „Cinematographen“ in der Steiermark in Leoben. Ab 1897 tourte auch der Schausteller Oskar Gierke (* 1863, Dresden) mit einem solchen Gerät der Brüder Lumière durch die Steiermark. 1906 begründete er das erste ortsfeste Kino in Graz, Jakominigasse mit 300 Sitzplätzen. 1909 übergibt er das „Bioskop“ seiner Tochter Wilhelmine und eröffnet das Annenhofkino mit 1000 Plätzen. Ehepaar Augustine und Ferdinand Seitz wanderten ab 1905 vor allem in der Steiermark und nutzten Mehrzwecksäle von Gaststätten, nach dem Tod des Mannes gründete die Frau 1914 eines – von mittlerweile vielen – Kinos in Weiz.
Seit 1993 läuft die Steirische Filmaktion Wanderkino. Mit 16-mm-Filmprojektor und später von digitalem Datenträger mit Beamer meist abends in städtischen Höfen oder Plätzen gezeigt. Insbesondere am Franziskanerplatz und im Lesliehof des Joanneums, Raubergasse. Gründer und Betreiber der Steirischen Filmaktion, Mag. Oliver Binder-Krieglstein starb um 12./14. August 2024, mit 61.
Das Wanderkino (Franz) Steininger, Linz blickt auf „Erfahrung seit 1911“ zurück und bietet Indoor, Schulfilme und Open Air.

### Schweiz
Vor der Eröffnung von festen Ortskinos – in der Schweiz ab 1907 – war die Filmdarbietung ausschließlich mobil; die Vorführer gastierten mit Projektor und Filmen in bestehenden Sälen oder gingen mit eigenen Schaubuden auf Tournee und besuchten, meist jahreszyklisch, Jahrmärkte und Volksfeste. Es waren vor allem erfahrene Schaustellerfamilien, welche ab 1897 die Filmprojektion als neues «Geschäft» (wie eine Attraktion in der Branche heißt) neben oder statt ihrer bisherigen Attraktionen wie mechanischen Theatern, Hippodromen oder Panoramen lancierten. Dynastisch verzweigte Unternehmen betrieben mehrere «Geschäfte» und waren international tätig. Die aus der Pfalz stammenden Philipp und Heinrich Leilich etwa führten von Zürich aus mehrere Wanderkinos, welche in der Schweiz, Deutschland, Frankreich und Luxemburg gastierten. Im Winterhalbjahr frequentierten sie wegen des milden Klimas das Tessin und Norditalien. Der aus Ostpreußen stammende und in Genf eingebürgerte Louis Praiss oder Alexander Dahlmann-Fasold aus Yverdon bespielten neben der Schweiz und Deutschland auch Österreich-Ungarn.
Prachtvoll ausgestattet, mit geschnitzten und bemalten Fassaden, elektrischem Lichterschmuck, Orgeln mit mechanischem Musik- und Figurenspiel sowie mächtigen Generatoren waren die ambulanten Kinotheater die erste Großform des Kinos und den festen Sälen an Komfort und Dimension weit überlegen, bis um 1912 die ersten Kino-Zweckbauten entstanden. Der Biographe Suisse, mit dem Georges Hipleh-Walt aus Biel die Schweiz, Italien und Deutschland bereiste, bot über 2000 Zuschauern Platz, besaß eine Leinwand von etwa 80 m2 und ein eigenes Orchester. Für den aufwendigen Transport der Zeltkinos waren die Betreiber auf die Eisenbahn angewiesen. Als sich um 1910–1912 das Ende der großen Zeit der Wanderkinos abzeichnete, eröffneten manche Unternehmer (Hipleh-Walt, Dahlmann-Fasold) feste Säle, andere blieben Schausteller, wechselten aber das «Geschäft» (Marguerite Weidauer-Wallenda, Leilich). In den größeren und mittleren Städten war der Niedergang der mobilen Vorführer neben der Konkurrenz durch die ortsansässigen Kinos auch durch restriktivere Bewilligungspraktiken der kommunalen und kantonalen Behörden bedingt (Jugendschutz, Brandsicherheit). Der Umstand, dass im 1915 gegründeten schweizerischen Lichtspieltheater-Verband das ortsfeste Gewerbe dominierte, schwächte die Position der mobilen Kinobetreiber zusätzlich.
In ländlichen Gebieten, in denen ortsfeste Kinos wirtschaftlich nicht existenzfähig waren, erwies sich das Wanderkino hingegen als rentabel und entsprechend langlebig. So betrieb die Luzerner Kino-Dynastie der Gebrüder Morandini noch Ende der 1920er-Jahre ein Wanderkino im Tessin. Willy Leuzinger, der in Rapperswil (SG) vor dem Ersten Weltkrieg ein Kino eröffnet hatte, erweiterte seinen Betrieb noch 1919 um ein «Reisegeschäft». Das wegen der ausgezeichneten Filmprogramme von der sesshaften Konkurrenz gefürchtete und vom Publikum geliebte Wanderkino Leuzinger war bis 1942 an allen großen Jahrmärkten und Ortsfesten der Nordost- und Zentralschweiz präsent. Vereinzelt hielten sich mobile Kinobetreiber in ländlichen Gebieten der Schweiz bis in die 1970er-Jahre. Im 21. Jahrhundert kam es dank Vereinen wie «Roadmovie» und anderer Projekte zu einer Wiederbelebung der Wanderkinokultur.
Den Saal- und Wanderkinematografen sind auch die Anfänge der Schweizer Filmproduktion zu verdanken. 1896 machten reisende Mitarbeiter der Lyoner Firma Frères Lumière in Genf, Neuhausen am Rheinfall, Basel und Lausanne die ersten Filmaufnahmen in der Schweiz, und in den Programminseraten der Wanderkinos finden sich ab 1900 regelmäßig Hinweise auf Kurzfilme zu lokalen Ereignissen. Am produktivsten waren diesbezüglich Hipleh-Walt, auf den zwischen 1900 und 1910 nachgewiesenermaßen gegen achtzig Lokalaufnahmen zurückgehen, und Leuzinger, der zwischen 1920 und 1929 rund hundert Aufnahmen herstellte.

### Indien
Von der Unabhängigkeit des Landes im Jahr 1947 bis zur Verbreitung der DVD waren Wanderkinos in Indien als einzige Unterhaltungsmöglichkeit der Landbevölkerung von großer kultureller Bedeutung. Die Wanderkinos zogen ursprünglich mit Fuhrwerken und Ochsenkarren, später in LKWs über das Land. Die Filme wurden in mobilen Zelten, den tambu talkies vorgeführt. Den Zuschauern war es mit gemeinschaftlichem Abstimmen möglich, die Filmvorführung zu beeinflussen, so dass bei Interesse beliebte Szenen wiederholt, oder bei breitem Desinteresse der laufende Film abgebrochen und stattdessen eine andere Filmrolle eingelegt wurde. Fotografisch dokumentiert wurden die Filmkultur der indischen Wanderkinos von der Indian Foundation of the Arts. Ein Wanderkino ist auch das Hauptmotiv des indischen Spielfilms Road, Movie von Dev Benegal (Regie und Drehbuch) aus dem Jahr 2009.

## Filme
- Road, Movie, indischer Spielfilm von Dev Benegal, 2009
- Unterwegs mit den indischen Wanderkinos, RBB-Dokumentation, 2012
- Kultourhelden – Vom Ende einer Ära, Dokumentarfilm von Wolfram Hannemann, D 2021

## Quelle
| HLS | Diese Fassung des Artikels basiert auf dem Eintrag von Mariann Lewinsky Sträuli im Historischen Lexikon der Schweiz (HLS), der gemäss den Nutzungshinweisen des HLS unter der Lizenz Creative Commons – Namensnennung – Weitergabe unter gleichen Bedingungen 4.0 International (CC BY-SA 4.0) steht. Sollte der Artikel so weit überarbeitet und ausgebaut worden sein, dass er sich erheblich vom HLS-Artikel unterscheidet, wird dieser Baustein entfernt. Der ursprüngliche Text und ein Verweis auf die Lizenz finden sich auch in der Versionsgeschichte des Artikels. |

## Belege
1. ↑  Anm. „Vorstellungen stündlich“, also 50 Minuten = 3000 Sekunden Programm. Angenommen: Bildfrequenz = 16/s, ergibt 48.000 Einzelbilder. „260.000 Momentaufnahmen“ ist daher grob falsch. „560 m Filmlänge“ ist plausibel, ergibt 8 mm Kaderhöhe (etwa wie bei 16-mm-Film) „12-PS-Dampfmaschine aus Böhmen“ auf Stromgenerator, „65 Volt“ passt zu Kohlebogenlampe, „135 Ampere“ ergibt Leistung = 8800 Watt = 12 PS. „Lokalbahnhof Pocksteinerstraße (36)“ ergibt Waidhofen an der Ybbs, Rudolfsbahn.
2. ↑  Wanderkino. Abgerufen am 22. November 2017.
3. ↑  Filmclub Ratzeburg. Abgerufen am 22. November 2017.
4. ↑  Multikulturelles Centrum Templin Mobiles Kino. Abgerufen am 22. November 2017.
5. ↑  Moabiter Filmkultur. Wir machen Kino wo es keines mehr gibt. Abgerufen am 22. November 2017.
6. ↑  Stadtlichter. Abgerufen am 22. November 2017.
7. ↑  Flexibles Flimmern. Abgerufen am 22. November 2017.
8. ↑  Mobiles Kino e. V. - Über uns. Abgerufen am 4. Januar 2019.
9. ↑  Bernd Kleinhans: Ein Volk, ein Reich, ein Kino. PapyRossa Verlag, Köln 2003, ISBN 3-89438-262-7, Das Kino kommt aufs Land: Die Propaganda der Gaufilmstellen, S. 163–171.
10. ↑  Filmmuseum Hamburg. Sammlungen. Wunderbares Wanderkino. Abgerufen am 22. November 2017.
11. ↑  Christoph Pelzl: In Bewegung geraten – Wanderkinos in der Steiermark. museum-joanneum.at, Museum für Geschichte, 24. Februar 2014, abgerufen am 26. Dezember 2022.
12. ↑  Steirische Filmaktion wanderkino.com, abgerufen am 26. Dezember 2022.
13. ↑  Trauer um einen Film-Enthusiasten, Kronenzeitung, Steirerkrone, Print, 15. August 2024, S. 31.
14. ↑  Wanderkino Steininger abgerufen am 26. Dezember 2022.
15. 1 2 3 4  Mariann Lewinsky Sträuli: Wanderkino. In: Historisches Lexikon der Schweiz.  15. Januar 2021.
16. ↑  Wanderkinos in Indien: Götter im Gepäck. In: Spiegel Online vom 30. Mai 2010.